# Miroszewo
Miroszewo est une localité polonaise de la gmina rurale de Przechlewo située dans le powiat de Człuchów en voïvodie de Poméranie. Elle se trouve à environ 19 km au nord-ouest de Człuchów et 110 km au sud-ouest de la capitale régionale Gdańsk.

## Géographie

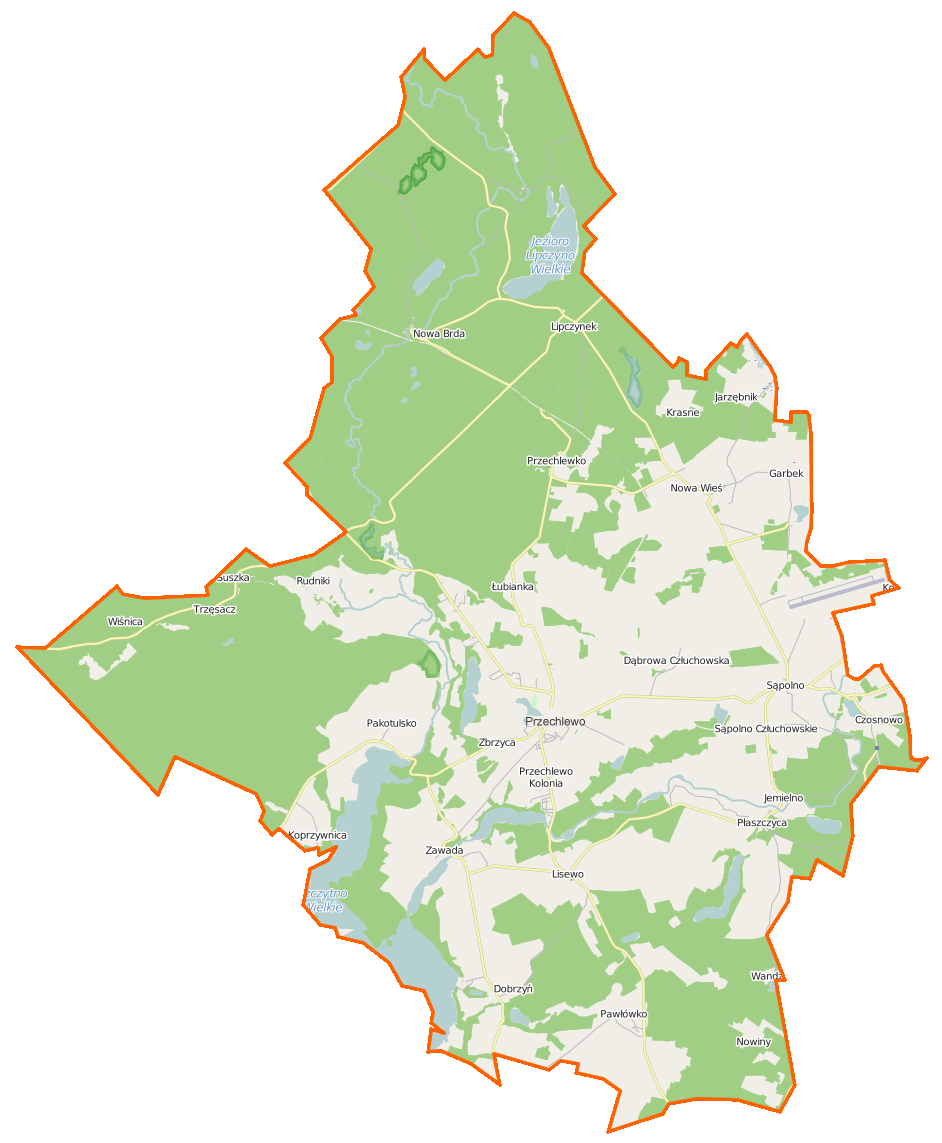
Carte de la gmina de Przechlewo.